# Uruapan
Uruapan, Uruapán del Progreso – miasto w południowym Meksyku, w górach Kordyliera Wulkaniczna, u podnóża wulkanu Paricutín, w stanie Michoacán. W mieście rozwinął się przemysł spożywczy oraz drzewny. Nazwa Uruapan pochodzi od słowa "urupani" w języku grupy etnicznej Purepecha, które oznacza kwitnienie i owocowanie rośliny w tym samym czasie, przez to sama nazwa Uruapan była tłumaczona jako miejsce, gdzie drzewa zawsze mają owoce.  Ze względu właśnie na doskonałe warunki klimatyczne w regionie rozwija się uprawa awokado, a samo miasto otrzymało przydomek "Światowej Stolicy Awokado". W mieście znajduje się port lotniczy Uruapan, a w okolicy Park Narodowy Barranca del Cupatitzio. Ośrodek turystyczny.

## Miasta partnerskie
- Kansas City, Stany Zjednoczone
- Antigua Guatemala, Gwatemala
- Culver City, Stany Zjednoczone
- Madrigal de las Altas Torres, Hiszpania
- Matanzas, Kuba
- Quillota, Chile
- North Little Rock, Stany Zjednoczone
- Dinuba, Stany Zjednoczone